# Pseudo-bleke grasuil
De pseudo-bleke grasuil (Mythimna favicolor) is een vlinder uit de familie uilen (Noctuidae). De wetenschappelijke naam is voor het eerst geldig gepubliceerd in 1896 door Barrett.

## Kenmerken
De vlinder heeft een voorvleugellengte van 16-18 mm. De voorvleugel heeft over het algemeen een warme oranjeachtig zandkleurige grondkleur, waarmee deze soort van de meeste andere Mythimna-soorten te onderscheiden is; soms is de vleugel meer strokleurig. De enige tekening op de tamelijk effen voorvleugel is de dunne buitenste dwarslijn die bestaat uit een gebogen rij zwarte stippen. De achtervleugel is doorgaans gebroken wit met grijze strepen. De soort is zeer moeilijk op naam te brengen.

### Gelijkende soorten
De bleke grasuil (M. pallens) is vaak iets kleiner en heeft een smallere voorvleugel met minder opvallende aders; bovendien zijn er meestal nauwelijks zwarte stippen op de vleugel aanwezig. De spitsvleugelgrasuil (M. straminea) heeft een opvallend spitse vleugelpunt en een bruinachtige streep langs de hoofdader op de voorvleugel.

## Levenscyclus
De rups is te vinden van augustus tot mei. De soort overwintert als jonge rups. De rups foerageert tijdens milde nachten en verpopt zich in de grond. Waardplanten zijn vooral gewoon kweldergras en andere zoutminnende grassen. De volwassen vlinder vliegt van half juni tot eind juli in één generatie

## Voorkomen
De soort komt voor in Europa. De soort is niet met zekerheid in Nederland vastgesteld, mogelijk is er één exemplaar verzameld in Zeeland. In België komt de soort niet voor. De habitat bestaat vooral uit schorren, kwelders en slikken.